# Bisley (Gloucestershire)
Bisley is een civil parish in het graafschap Gloucestershire in het zuidwesten van Engeland. Het ligt zo'n vijf kilometer ten oosten van Stroud.
Sinds 1982 woont de Britse schrijfster Jilly Cooper samen met haar man in Bisley.